# Хозяин Колодцев
«Хозяин Колодцев» — повесть в стиле фэнтези Марины и Сергея Дяченко. Действие происходит в своеобразном для этого писательского дуэта фэнтезийном мире с восточноевропейским колоритом.

## Сюжет
Юноша Юстин воспитывался одиноким стариком. Однажды в их саду появилась словно бы ниоткуда девушка по имени Анита. Молодые люди влюбляются друг в друга, но оказывается, что Анита — дочь Хозяина Колодцев, некоей инфернальной фигуры — и отец запрещает ей иметь дело со смертным. Впрочем, он готов согласиться на брак Аниты и Юстина, но условием ставит вмешательство в душу обоих.
Юстину приходится выбирать между любимой и своей душой…

## Главные герои
- Юстин — главный герой повести. Крестьянский парень (впрочем, потом оказывается, что он бастард местного князя), добрый, простоватый, но с сильным и прямым характером.
- Дед — воспитатель Юстина. Его имя так и не называется. Одинокий старик, немного разбирающийся в колдовстве. Очень привязан к воспитаннику.
- Анита — дочь Хозяина Колодцев, девушка своевольная, хитрая до коварства, но все же не злая. Смотрит на некоторые вещи иначе, чем другие люди, что неудивительно при таком отце.
- Хозяин Колодцев — таинственная инфернальная фигура. Нигде прямо не называется богом, демоном или ещё как-то, но он — явно могучее сверхъестественное существо, связанное со смертью и имеющее некую власть над ней и другими явлениями человеческой жизни.

## Критика
Отмечая, что для ряда произведений зрелого периода творчества Дяченко характерна особая тональность повествования — слегка отстранённая, слегка умиротворенная, а выбор персонажей лишается своей напряжённости и оказывается данностью, такой же, как и другие данности мира, литературовед и критик Михаил Назаренко пишет, что «Хозяин Колодцев» проникнут тем же настроением. Главный герой повести отказывается, вновь и вновь, от власти, от любви, от жизни, защищая свою (возможно, призрачную или ненужную) свободу — и расплачивается за это. Подобно Владу, герою романа Дяченко «Долина Совести» (написанного одновременно с «Хозяином Колодцев»), Юстин обрекает себя на одиночество.
По определению критика Сергея Бережного, «Хозяин Колодцев» — «внешне простая история о любви, которая одновременно плен и воля, о человеке, который никому, никому не позволит посягнуть на свою свободу — и о цене, которая должна быть за эту свободу заплачена».

## Издания
- Если. — 2001. — № 10.
- М.: Эксмо-Пресс, 2002 (сер. «Нить времен»), в сборнике «Эмма и Сфинкс».
- М.: Эксмо, 2004 (сер. «Шедевры отечественной фантастики»), в сборнике «Магам можно все».
- М.: Эксмо, 2004 (сер. «Триумвират»), в сборнике «Ритуал».
- Харьков: Фолио, 2005, в межавторском сборнике «Украинская фэнтези — 2006».
- М.: Эксмо, 2008 (сер. «Миры М. и С. Дяченко»), в сборнике «Варан».
- М.: Эксмо, 2008 (сер. «Стрела Времени. Миры М. и С. Дяченко», «Стрела Времени»), в сборнике «Привратник».
- Харьков: Книжный клуб «Клуб семейного досуга», 2008, в сборнике «Хозяин колодцев».
- М.: Эксмо, 2010 (сер. «Большая серия русской фантастики»), в сборнике «Хозяин Колодцев».
- М.: Эксмо, 2012 (сер. «Легенды. Марина и Сергей Дяченко», «Легенды. Омнибусы), в сборнике «Уехал славный рыцарь мой».

Повесть также издавалась в переводах на украинский язык — в сборнике «Крило» (Київ: Грані-Т, 2008) и на польский язык — в сборнике «Ziemia Vesnarów» (Stawiguda: Solaris, 2014).